# La destrucción o el amor
La destrucción o el amor es el título de un libro escrito en 1932-33 por el poeta y Premio Nobel de Literatura español Vicente Aleixandre y publicado por primera vez en 1935. Por este libro ganó el Premio Nacional de Poesía.
La temática del libro de Vicente Aleixandre, expresada en su título, es el amor, entendido como oposición o como complemento a la muerte. La técnica del poemario es esencialmente surrealista, al igual que en sus libros Espadas como labios y Mundo a solas, y en él predomina el verso libre, aunque también se emplean estrofas de corte clásico, como la lira.